# بنتو (نبيل)
بنتو أو بنثو (بحرف پ وليس ب) كان نبيلًا مصريًا يحمل ألقاب حامل خاتم ملك مصر السفلى، السمير الأوحد، خادم سيد الأرضين، المفضل لدى الإله الطيب، كاتب الملك، تابع الملك، خادم آتون الأول في قصر آتون في أخت آتون، رئيس الأطباء، والحاجب. تُظهر هذه الألقاب وحدها مدى قوة نفوذه في حقبة العمارنة في مصر.
كان في الأصل رئيس أطباء الملك أخناتون، ولكن قد يكون نجا من الاضطرابات في نهاية حقبة العمارنة، وخدم تحت حكم آي، بعد أن كان وزيرًا في عهد توت عنخ آمون. ومع ذلك، فإن توحيد بنتو الطبيب مع بنتو الوزير ليس بالأمر المؤكد. بنى لنفسه مقبرة في تل العمارنة، مقبرة العمارنة رقم 5، على الرغم من أن رفاته لم يتم التعرف عليها أبدًا، ومن المحتمل أنه لم يُدفن هناك.
تم اكتشاف نقش في عام 2004 في محجر الحجر الجيري بدير أبو حنس يشير إلى أن أعمال المحجر كانت تجري لأعمال بناء في معبد آتون الصغير تحت سلطة كاتب الملك بنتو. يعود النقش صراحةً إلى السنة 16، الشهر الثالث من أخت، اليوم 15 من حكم إخناتون. من المحتمل أن يكون بنتو المذكور في النقش هو نفسه بنتو صاحب مقبرة العمارنة 5. نظرًا لموقعه ككاهن رئيسي في كهنوت آتون، فمن غير المحتمل أن يكون مصادفة أنه تم وضعه مسؤولًا عن استخراج الحجر لهذا المعبد. تم نشر النقش لأول مرة في عام 2012 بواسطة أثينا فان دير بير، وأثبت أن نفرتيتي كانت لا تزال على قيد الحياة في السنة قبل الأخيرة من حكم إخناتون - سنته 16 - ويجعل من المحتمل أنها حكمت مصر كملكة حاكمة باسم نفرنفرو آتون - لفترة قصيرة من حكم توت عنخ آمون.

## معرض الصور

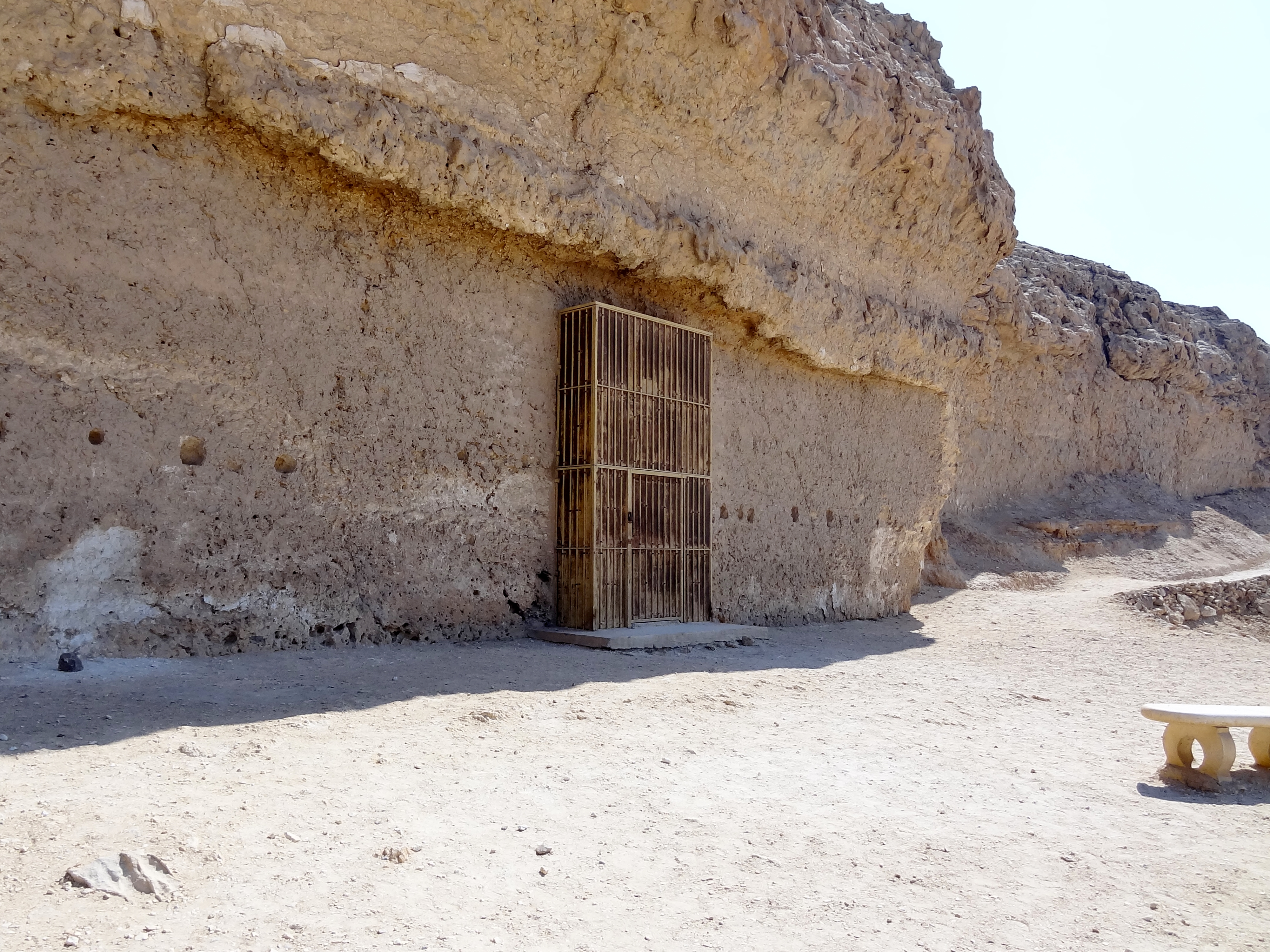
المدخل الخارجي لمقبرة بنتو
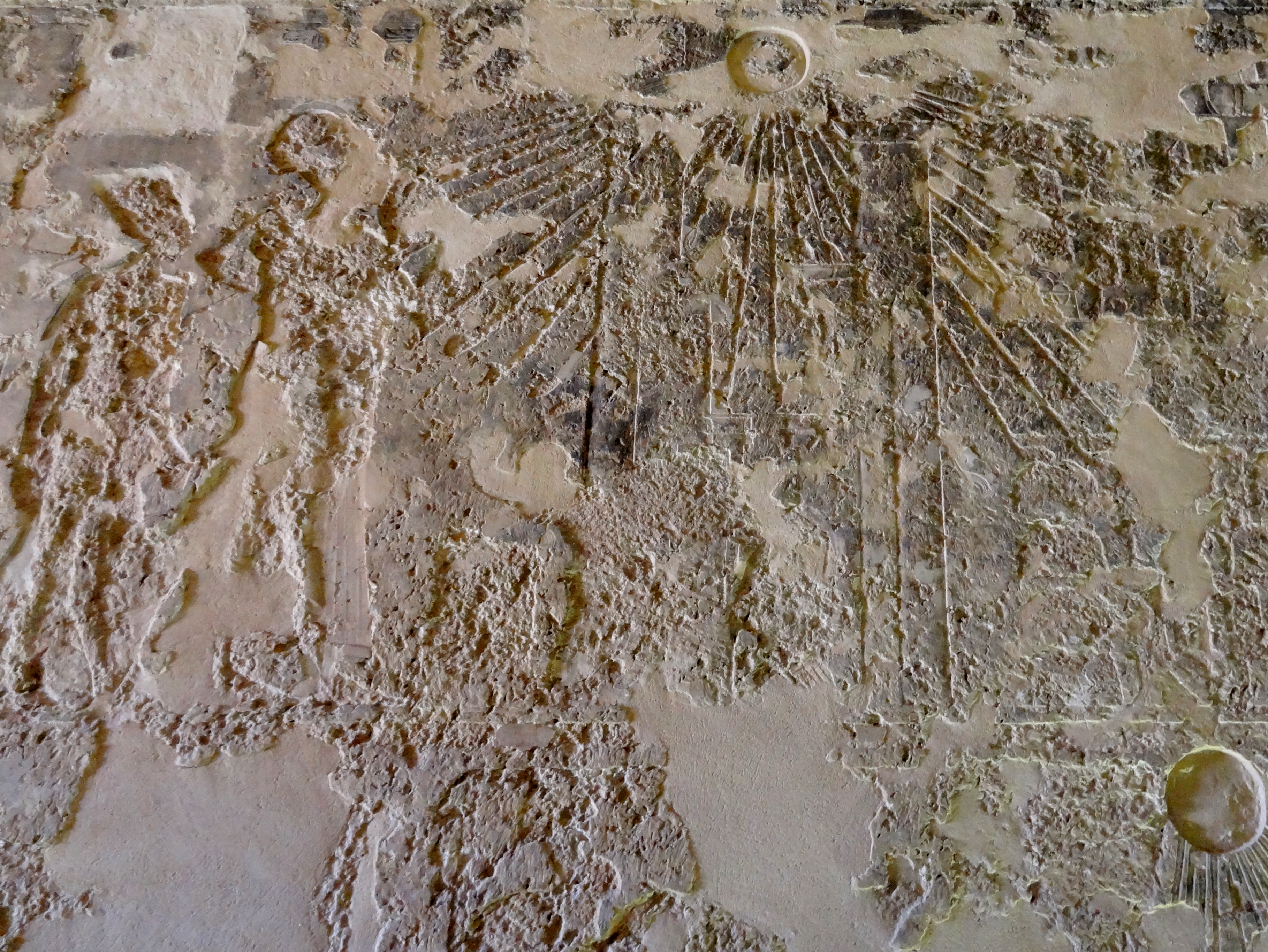
صور ممحوة لإخناتون ونفرتيتي من مقبرة بنتو
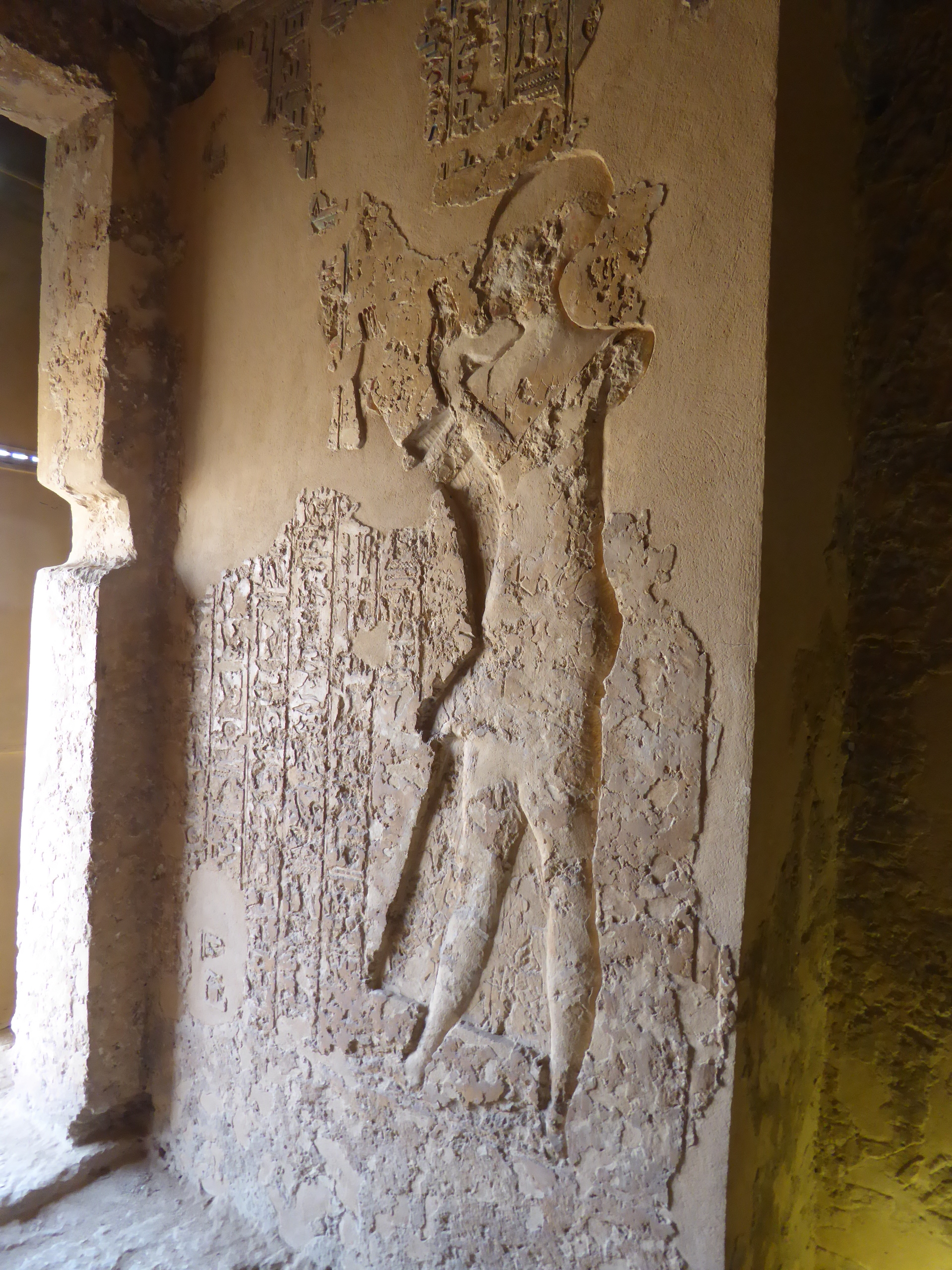
رسم لبنتو في مقبرته في العمارنة 5
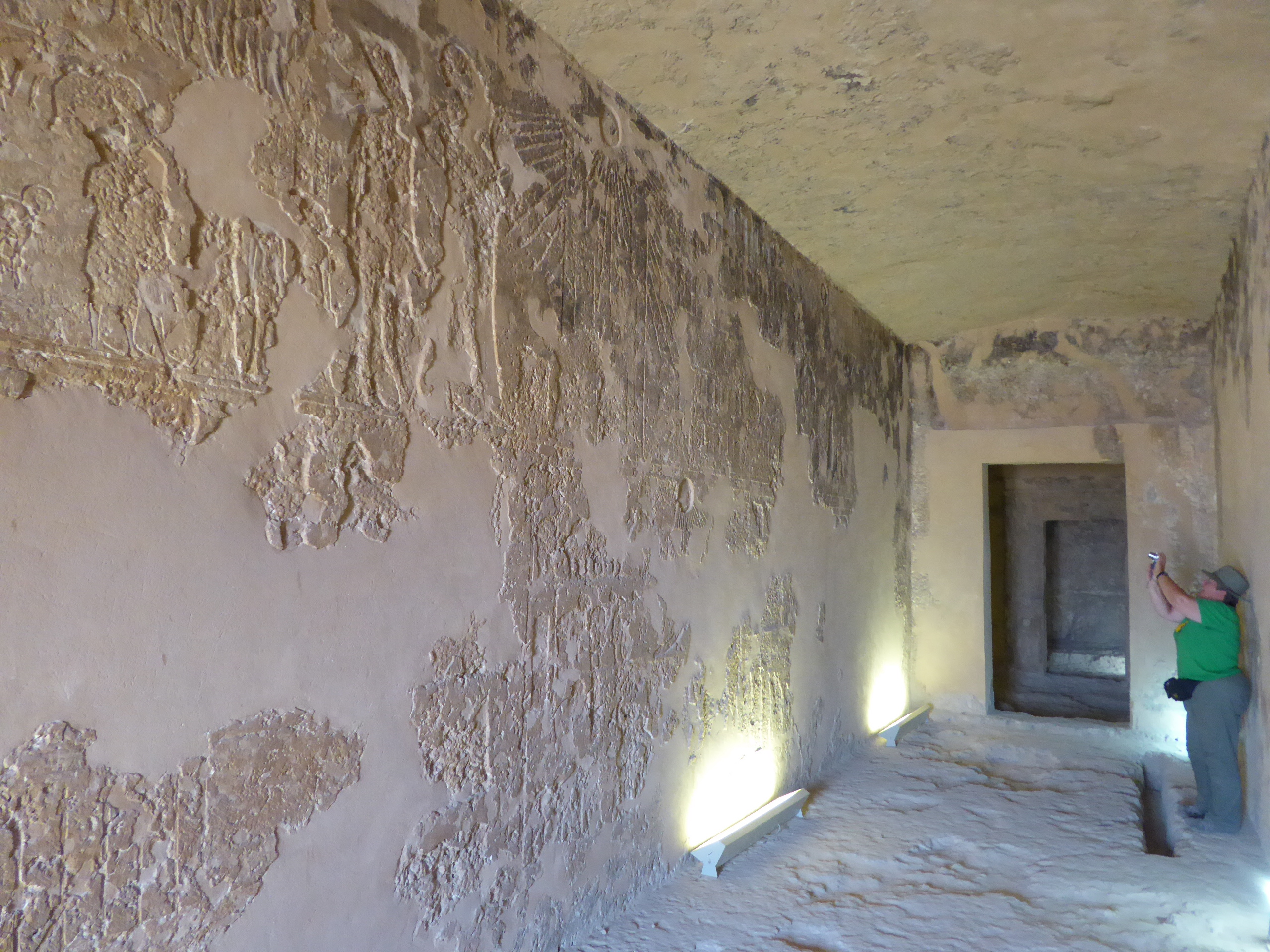
منظر داخلي لمقبرة بنتو في العمارنة 5

## روابط خارجية
- مقابر العمارنة الشمالية